# Robert Pienz
Robert Pienz (* 26. Februar 1965 in Solbad Hall in Tirol) ist ein österreichischer Theaterintendant, Regisseur und Schauspieler. Seit 2003 hat er die geschäftsführende Intendanz des Schauspielhauses Salzburg inne.

## Leben und Werk
Robert Pienz,  absolvierte das Akademische Gymnasium Innsbruck und studierte in seiner späteren Wahlheimat Salzburg Germanistik, Anglistik, Kunstgeschichte und Publizistik.
Während seiner Schauspielausbildung (Diplom 1991) erhielt er die Begabtenförderung des Landes Salzburg. Es folgte ein Stipendium des Bundes, das ihm ein Gaststudium an der Theaterakademie Moskau GITIS (Regie bei Anatolij Wassiljew) ermöglichte.
Noch während des Studiums arbeitete er zunächst als Inspizient und Assistent für die Osterfestspiele dann als Regieassistent für das Schauspiel der Salzburger Festspiele. Es folgten erste eigene Inszenierungen in Salzburg und 1989 eine Dramatikerförderung des Bundesministeriums.
Anfang der 1990er Jahre wurde er Assistent bei Peter Stein, dem damaligen Schauspieldirektor der Salzburger Festspiele. Unter Ivan Nagel und Frank Baumbauer und Jürgen Flimm wurde er Produktionsleiter und Assistent. Schließlich übernahm er als gesamtverantwortlicher Spielstättenleiter die Produktionen auf der Pernerinsel.
Parallel zu seiner über zehnjährigen Tätigkeit für die Salzburger Festspiele arbeitete er als freiberuflicher Schauspieler für Film und Fernsehen, inszenierte in Wien und Salzburg und leitete seine eigene Theatergruppe.
Seit 1995 gehört Robert Pienz zur künstlerischen Leitung des Schauspielhauses Salzburg, zunächst als Oberspielleiter. Im Jahr 2003 übernahm er die Leitung und kreierte aus der vormaligen Elisabethbühne die Marke Schauspielhaus Salzburg.
Seit 2008 leitet er das Schauspielhaus Salzburg als alleiniger Geschäftsführer und Intendant.
Im Jahr 2013 gründete er die österreichische Theaterallianz, einen Zusammenschluss  freier Theater Österreichs. Ihr gehören heute das Theater Kosmos in Bregenz, das  Theater praesent in Innsbruck, das Schauspielhaus Salzburg, das Theater Phönix in Linz, das Schauspielhaus Wien, das  klagenfurter ensemble und das  Theater am lend in Graz an.
In Salzburg initiierte Robert Pienz ein  System von Partnerabos mit anderen Kultureinrichtungen wie dem Salzburger Landestheater, der  Kulturvereinigung, dem Mozarteumorchester oder dem  Museumsverein.
Das Schauspielhaus Salzburg hat unter seiner Intendanz ein Netzwerk von Partnerbühnen quer durch Europa aufgebaut. 2021 führte Pienz das Schauspielhaus Salzburg in die European Theatre Convention (ETC).
Neben stetig steigenden Zuschauerzahlen und einem intensiv gepflegten Förderverein Freundeskreis Schauspielhaus Salzburg, gehören die Errichtung zweier Produktionsbauten (2012/2021) zu den markanten Eckpunkten seiner Intendanz. Überwiegend durch Sponsoring und Fundraising finanziert, bietet das neue Gebäude in Wals einen perfekten Produktionshintergrund.
2007 wurde Robert Pienz in den Theaterbeirat des Kunstministeriums berufen. 2012 wurde er zum Vorsitzenden des Salzburger Landeskulturbeirats gewählt und führte diese Funktion bis 2018 aus. Als Mitglied des Plenums gehört er nach wie vor dem Salzburger Landeskulturbeirat an.
Im Jahr 2022 erhielt Robert Pienz den Salzburgpreis des Kulturfonds der Stadt Salzburg als Anerkennung für seine langjährige Aufbauarbeit.

## Inszenierungen (Auswahl)

### Schauspiel
- DER TALISMAN von Johann Nestroy
- DER SOMMERNACHTSTRAUM von William Shakespeare
- WIE IM HIMMEL von Kay Pollack
- ANTIGONE von Michael Köhlmeier[6]
- DER STURM von Willam Shakespeare[7]
- VICTOR von Roger Vitrac
- EIN FLIEHENDES PFERD von Martin Walser
- WIE MAN DIE WÜNSCHE BEIM SCHWANZ
- PACKT von Pablo Picasso
- DIE AFFÄRE RUE DE LOURCINE von Eugène Labiche / Elfriede Jelinek
- HASE HASE von Colin Serreau
- GEOGRAPHY & PLAYS (OE) von Gertrude Stein
- BABY (OE) von Susan Sontag
- DIE UNGLÜCKLICHEN STERBEN AUS von Peter Handke
- HYSTERIE (OE) von Terry Johnson
- AMPHITRYON von Heinrich von Kleist
- TARTUFFE von Molière
- HÖLLENANGST von Johann Nestroy
- DER NACKTE WAHNSINN von Michael Frayn
- DAS ERBE (OE) von Bernard-Marie Koltès
- LULU von Frank Wedekind
- FETTE MÄNNER IM ROCK (OE) von Nicky Silver
- DER ZERRISSENE von Johann Nestroy
- TRIUMPH DER LIEBE von Marivaux
- LEONCE UND LENA von Georg Büchner
- DIE ZÄHMUNG DER WIDERSPENSTIGEN von William Shakespeare
- DER BESUCH DER ALTEN DAME von Friedrich Dürrenmatt
- BUNBURY von Oscar Wilde / Elfriede Jelinek
- WER HAT ANGST VOR VIRGINIA WOOLF von Edward Albee
- WARTEN AUF GODOT von Samuel Beckett
- JENSEITS DER ZEIT (UA) von Marc Pommerening
- LADY DI (UA) von Franzobel
- DIE MACHT DER GEWOHNHEIT von Thomas Bernhard
- WOYZECK von Georg Büchner
- FUNNY MONEY (ÖE) von Ray Cooney
- LILIOM von Ferenc Molnár
- ZWEIFEL (ÖE) von John Patrick Shanley
- RAUHE SEE (ÖE) von Tom Stoppard

### Musiktheater
- ZANGHEZI Musiktheater-Produktion im Rahmen des Festivals operadhoy Madrid
- THE BLACK RYDER von Tom Waits
- MAX UND MORITZ - THE TOXIC TWINS (UA) Punkoperette von R. Pienz und F. Buccafusco
- SHOCKHEADED PETER von Phelim McDermott und Julian Crouch
- EINE WEIHNACHTSGESCHICHTE Musical nach Charles Dickens

## Auszeichnungen/Stipendien
- 2022 Salzburgpreis des Kulturfonds der Stadt Salzburg (Kulturfond.at)[8]
- 1991 Begabtenförderung des Landes Salzburg
- 1991 Förderstipendium des Bundes für Regie an der Theaterakademie Moskau GITIS
- 1989 Jungdramatikerförderungspreis des Bundes

## Mitgliedschaften
- Dachverband Salzburger Kulturstätten
- Österreichische Theaterallianz
- Assitej
- ETC